# Funeral d'estat
Un funeral d'estat és una cerimònia funerària pública i molt solemne realitzada per honorar caps d'estat o figures de gran rellevància. La majoria dels estats tenen costums o regles formals sobre qui pot rebre aquest honor i que són les formes.
A països de tradició catòlica solen organitzar cerimònies religioses força solemnes: sovint es declara un dol nacional, el funeral es concelebra en l'església o catedral més important amb el cim de la jerarquia política, eclesiàstica i militar, s'interpreta l'himne nacional, mentre el fèretre està cobert per la bandera i de vegades un grup d'oficials de la força pública en uniforme de gala el vigila. Aquest ritual tradicional es subjecte de crítica com que no respecta la pluralitat d'opinió de la població i es preconitza l'organització de cerimònies civils o ecumèniques, conforme als principis constitucionals de llibertat de culte i de separació de l'església i de l'estat.
Uns exemples de persones que van rebre un funeral d'estat: Mare Teresa de Calcuta (1997), l'expresident dels Estats Units Ronald Reagan (2004), el papa Joan Pau II (2005) o l'exprimer ministra britànica Margaret Thatcher (2013), Adolfo Suárez (2014), Helmut Schmidt (1918-2015) o les víctimes del vol 9525 de Germanwings (2015).